# 중국 인민해방군 61398부대
중국 인민해방군 61398부대(중국어 간체자: 61398部队, 병음: 61398 bùduì, 영어: PLA Unit 61398)는 중국 인민해방군 지능형 지속 위협의 부대대호(部队代号, MUCD)이다. 중국 컴퓨터 해킹 공격의 근원지로 지목됐다. 이 부대는 상하이시 푸둥신구에 주둔하고 있으며 2002년부터 미국 정보기관에 의해 인용됐다.

## 같이 보기
- 타이탄 레인
- 미국 국가안보국
- 신호정보
- 트렐릭스